# Fossombrone
Fossombrone település Olaszországban, Marche régióban, Pesaro és Urbino megyében. Lakosainak száma 9042 fő (2023. január 1.). Fossombrone Fermignano, Fratte Rosa, Isola del Piano, Pergola, Urbino, Montefelcino, Cagli és Sant’Ippolito községekkel határos.

## Népesség
A település lakossága az elmúlt években az alábbi módon változott:
| Lakosok száma | 9528 | 9454 | 9042 |
|               | 2017 | 2018 | 2023 |